# Parachnopeziza miniopsis
Parachnopeziza miniopsis är en svampart som först beskrevs av Job Bicknell Ellis, och fick sitt nu gällande namn av Korf 1978. Parachnopeziza miniopsis ingår i släktet Parachnopeziza och familjen Hyaloscyphaceae.   Inga underarter finns listade i Catalogue of Life.